# Maria Pruchniewicz

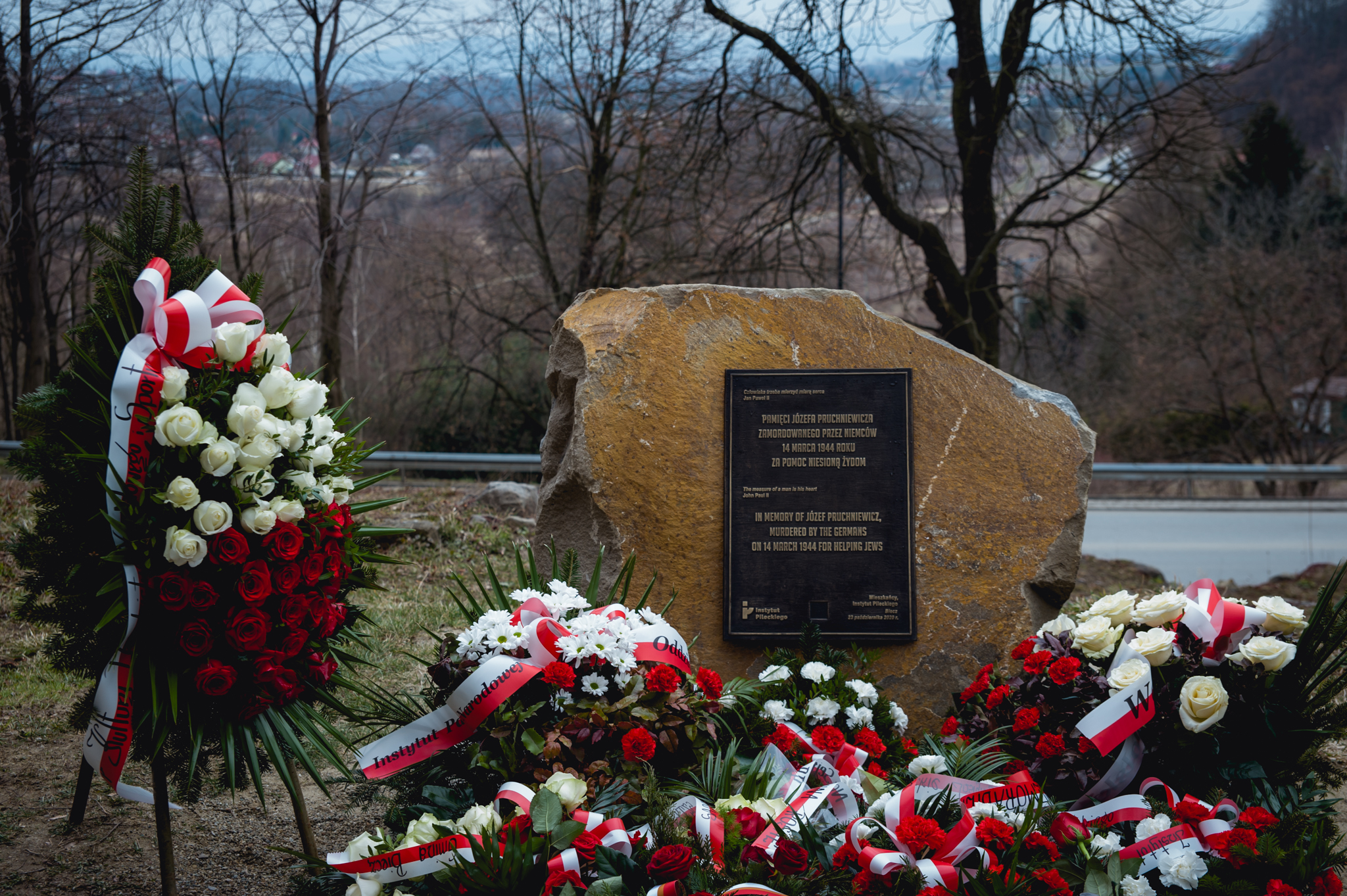
Kamień w Bieczu upamiętniający Marię Pruchniewicz

Maria Marianna Pruchniewicz z domu Szarłowicz (ur. 22 października 1892, zm. 9 lipca 1949) – polska rolniczka, Sprawiedliwa wśród Narodów Świata.

## Życiorys
Maria Pruchniewicz, znana też jako Marianna, z domu Szarłowicz, prowadziła gospodarstwo rolne w Przedmieściu Dolnym koło Biecza razem z małżonkiem Józefem Pruchniewiczem. Mieli siedmioro dzieci, z czego jedynie dwie córki, Jadwiga i Helena, dożyły wybuchu II wojny światowej. W grudniu 1942 r. rodzina Pruchniewiczów udzieliła schronienia żydowskiej rodzinie kupieckiej Blumów. Kryjówką był strych stajni. Jednocześnie gospodarstwo Pruchniewicz znajdowało się w bezpośrednim sąsiedztwie mostu kolejowego strzeżonego przez niemiecką policję kolejową (Bahnschutzpolizei). Podczas ukrywania prześladowanych Pruchniewicz była zmuszona przyjmować niemieckich żołnierzy jako gości. Czwórka z rodziny Blumów była żywiona i ukrywana przez 16 miesięcy, tj. do listopada 1943 r.

## Upamiętnienie
26 października 2008 r. Maria Pruchniewicz została uznana przez Jad Waszem za Sprawiedliwą wśród Narodów Świata. Wspólnie z nią uhonorowano również jej męża, Józefa Pruchniewicza.
23 marca 2021 r. w Bieczu odbyła się uroczystość odsłonięcia kamienia z tablicą poświęconą Józefowi i Mariannie Pruchniewiczom. W wydarzeniu wzięła udział wiceminister kultury i dziedzictwa narodowego Magdalena Gawin, inicjatorka projektu prowadzonego przez Instytut Pileckiego Zawołani po imieniu, którego częścią była uroczystość.